# Pastorie van Glaaien
De pastorie van Glaaien is een gebouw in Glaaien (Frans: Glons) in de Belgische provincie Luik.
Gelegen in een doodlopende straat, is de voormalige pastorie gebouwd aan het einde van de 17e eeuw op verzoek van de pastoor Jean Peters, die van 1686 tot 1733 verantwoordelijk was voor de parochie van Glaaien. Pastoor Gilles-Joseph-Evrard Ramoux bewoonde de pastorie van 1784 tot 1826. Het gebouw behoort vanaf de 19 eeuw toe aan de notaris Galand; hij laat het ombouwen tot een klein kasteel met notariaat.

## Omschrijving
Toegankelijk via een verhard pad is het terrein omheind met balustrades ondersteund door arduinen pilaren in neogotische stijl die uitkomen op een eerste binnenplaats met schuren en bijgebouwen, eveneens in neogotische stijl. Gebouwd aan het begin van de 20e eeuw volgens de plannen van de architect Mathieu Christiaens van Tongeren. De baksteen- en kalksteen volumes worden verlevendigd door bakstenen friezen onder de tegelrugleuningen en door spitse kalkstenen bogen die versierd zijn met klaverblad metselwerk.
Op de tweede binnenplaats wordt het kasteel geflankeerd door lage bijgebouwen. Het woongedeelte domineert het geheel en wordt gekenmerkt door een gevel gecementeerd in neoklassieke stijl met rechthoekige ramen op twee niveaus en gedateerd 1688 door de aanwezige ankers onder de kroonlijst. De achtergevel (vroeger de voorzijde) is in witgekalkte baksteen en kalksteen. Het kasteel de Galand zoals het nu bekent staat kijkt uit op een uitgestrekt park dat wordt omringd door de rivier de Jeker. In het park staan verschillende oude beschermde bomen.

## Architectuur
Mathieu Christiaens (Tongeren, 8 maart 1865 - aldaar, 11 oktober 1934) was ingenieur-architect. Christiaens was leerling van Joris Helleputte. Een groot deel van zijn werk was religieus geïnspireerd en omvatte kerken, pastorieën en scholen. Ook ontwierp hij arbeiders- en burgerwoningen en werkte mee aan de restauratie van diverse kerken en kastelen.
Het was notaris Galand die Mathieu Christiaens in dienst nam om het gebouw te moderniseren van een pastorie naar een notariaat. Hij gebruikte in zijn ontwerpen twee stijlen. De voorste gebouwen waaronder het koetshuis werden ontworpen in de neogotische stijl. De binnenkoer van het hoofdgebouw en de gevel verbouwde hij in neoclassicistische architectuur. De achtergevel, oorspronkelijk de voorgevel van de pastorie liet hij ongemoeid. En deze is bewaard gebleven in zijn originele 17-eeuwse stijl.

## Functie(s)
- Oude functie, pastorie, notariaat
- functie, woning, ateliers

## Bron
- Inventaire du patrimoine culturel immobilier wallonie, geschreven door Bénédicte Dewez & Flavio Di Campli